# 大陆街道 (鞍山市)
大陆街道，是中华人民共和国辽宁省鞍山市铁西区下辖的一个乡镇级行政单位。

## 行政区划
大陆街道下辖以下地区：
黎明社区、新开社区、曙光社区和解放社区。